# علي توفيق شوشة
الدكتور علي توفيق شوشة «باشا» (1891 ـ 1964) هو طبيب مصري. تخرج في مدرسة الطب ببرلين، وعمل مديرًا لمعامل وزارة الصحة العمومية، ثم وكيلًا لوزارة الصحة، وكان أول مدير إقليمي لإقليم شرق المتوسط بمنظمة الصحة العالمية عند إنشائه (1 يوليو 1949).
ساهم شوشة في تحرير الموسوعة العربية الميسرة، وانتُخب لعضوية مجمع اللغة العربية بالقاهرة سنة 1942.

## التكريم
- حصل على رتبة الباشوية في 26 أبريل 1945،[5]
- سمي باسمه أحد شوارع مدينة نصر بالقاهرة.